# Nancy Drew: Trail of the Twister
Trail of the Twister es la 22.ª entrega de la serie de juegos de aventuras point-and-click Nancy Drew de Her Interactive. Está disponible para jugar en las plataformas Microsoft Windows y Mac OS X. Tiene una clasificación ESRB de E por momentos de violencia leve y travesuras cómicas. Los jugadores asumen la perspectiva en primera persona de la detective amateur ficticia Nancy Drew y deben resolver el misterio interrogando a los sospechosos, resolviendo acertijos y descubriendo pistas. Hay dos niveles de juego, el modo detective junior y el modo detective senior, cada uno ofrece un nivel de dificultad diferente de acertijos y pistas, sin embargo ninguno de estos cambios afecta su trama. Está vagamente basada en el libro The Mystery in Tornado Alley (2000).

## Trama
Una serie de fusiones de equipos han estado plagando a un destacado equipo de investigación de tormentas de Oklahoma. Están compitiendo para ganar una subvención de $100 millones en la próxima competencia de tormentas Green Skies, cuando ocurre un desastre y un pasante queda varado directamente en el camino de una tormenta, dejándolo con una pierna rota. PG Krolmeister, el financista del equipo, envía a la detective aficionada Nancy Drew para unirse al equipo de forma encubierta como pasante para descubrir quién los ha estado saboteando.

## Personajes
- Scott Varnell - profesor del Canute College y líder del equipo de persecución de Canute.
- Debbie Kircum - La directora del proyecto del equipo. Nancy le informa sobre sus tareas al comienzo de cada día.
- Chase Relerford - El mecánico del equipo. Siempre lo encuentran en el granero. Nancy puede ganarle centavos trabajando en placas de circuitos.
- Tobias «Frosty» Harlow - El fotógrafo del equipo. Se ganó su apodo cuando tomó fotografías icónicas de una tormenta de granizo.
- Pa - Propietario de la tienda general Ma 'n' Pa's. Es muy amigable y le gusta trabajar en teatro.
- Brooke Tavanah - Líder del equipo de persecución rival de la Universidad de Kingston.